# Дерево бажання (фільм)
«Дерево бажання» (груз. «ნატვრის ხე») — грузинський радянський художній фільм-драма 1976 року, знятий режисером Тенгізом Абуладзе на кіностудії «Грузія-фільм» за мотивами новел Георгія Леонідзе.
Другий фільм в режисерській трилогії («Благання» — «Древо бажання» — «Покаяння»).

## Сюжет
Фільм розповідає про життя одного з дореволюційних грузинських сіл. Наскрізною лінією сюжету є історія повернення в село дівчини Маріти, яка закохується в небагатого односельця Гедіа. Родичі Маріти і сільський староста вирішують видати дівчину проти її волі за багатого пастуха…

## У ролях
- Ліка Кавжарадзе — Маріта
- Іосеб Джачвліані — Гедіа
- Заза Колелішвілі — Шете
- Коте Даушвілі — Ціцікоре
- Софіко Чіаурелі — Фуфала
- Темина Туаєва — Наргіза
- Кахі Кавсадзе — Іорамі
- Ерос Манджгаладзе — Бумбула
- Отар Меґвінетухуцесі — Еліоз
- Рамаз Чхіквадзе — Охрохіне
- Георгій Гегечкорі — Чачіка
- Сесиль Такайшвілі — Марадія